# 호시나 히카루
호시나 히카루(일본어: 星奈 ひかる)는《스타☆트윙클 프리큐어》에 등장하는 가공의 인물이다. 애니메이션에서 목소리를 연기한 성우는 나루세 에이미이다.

## 프로필
| 호시나 히카루        | 호시나 히카루        |
| -------------------- | -------------------- |
| 성별                 | 여자                 |
| 생일                 | 4월 12일             |
| 별자리               | 양자리               |
| 나이                 | 13세                 |
| 포지션               | 주인공, 주연         |
| 변신체               | 큐어 스타            |
| 상징색               | 분홍색               |
| 등장 프리큐어 시리즈 | 스타☆트윙클 프리큐어 |

## 소개
미호시 중학교에 다니는 2학년생이다. 별자리와 우주 등 천문학에 관심이 많은 소녀로 상상력이 풍부하고 호기심이 많은 편이다. 우주 및 천문학에 관한 서적들이 방 안에 보유되어 있으며 가족들도 할아버지를 제외한 대부분이 그녀가 우주에 관심이 있는 것을 반대하지 않고 있다. 또한 천체 망원경도 보유하고 있어서 스스로 별자리에 대한 상상도 하는 소녀이기도 하다. 우주에 대한 지식이 풍부하며, 성격이 살짝 급한 면이 있다.

## 큐어 스타
우주에 빛나는 반짝반짝 별! 큐어 스타!(宇宙に輝くキラキラ星! キュアスター!)
호시나 히카루가 프리큐어로 각성한 모습으로 상징색은 분홍색, 보조색은 노란색이다. 헤어스타일은 진한 분홍색의 긴 트윈테일이다.

### 기술
- 스타 베리어
- 프리큐어 스타 펀치